# Alecuș, Alba
Alecuș (în maghiară Elekes) este un sat în comuna Șona din județul Alba, Transilvania, România.

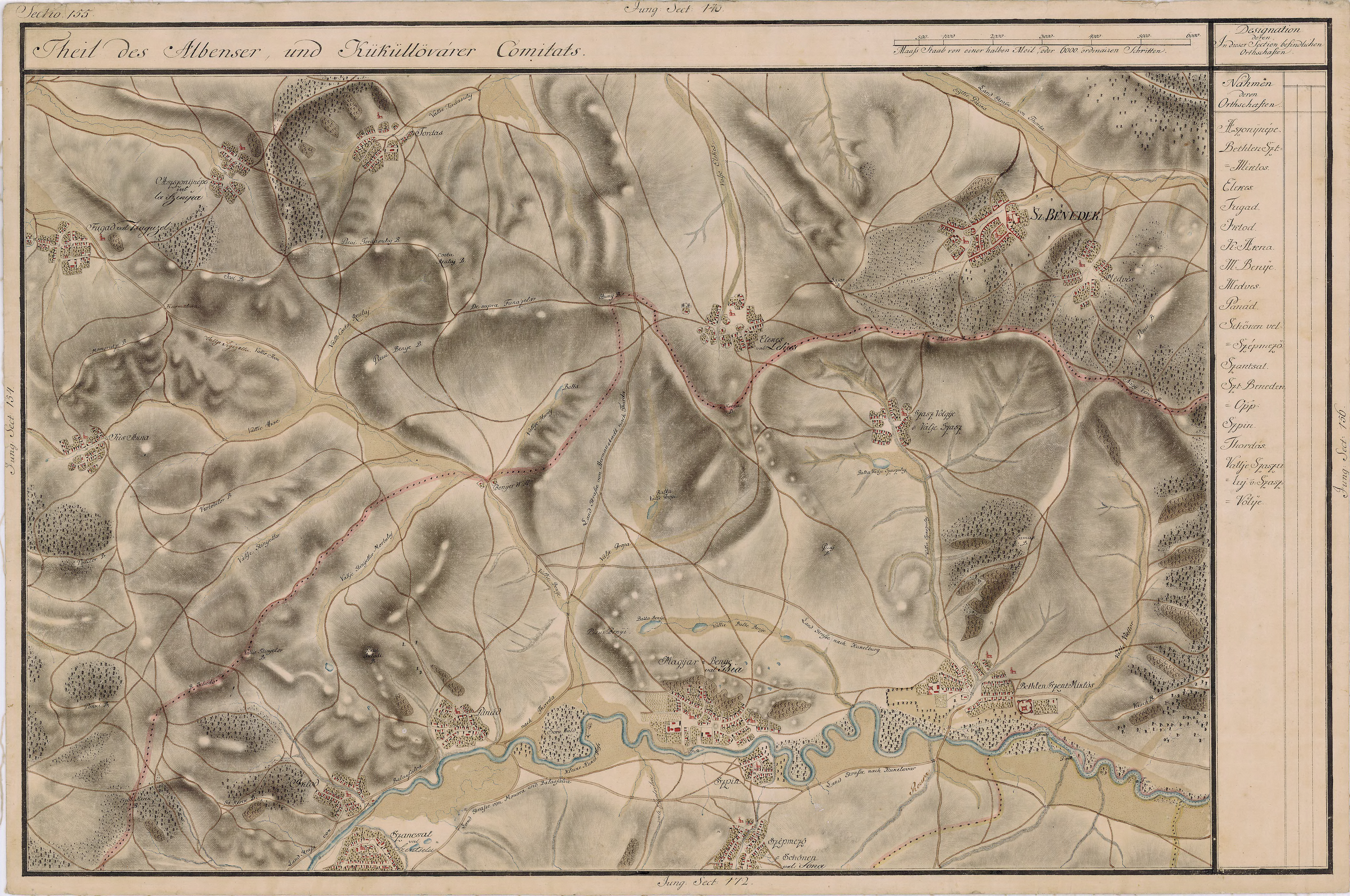
Alecuș în Harta Iosefină a Transilvaniei, 1769-73

## Imagini

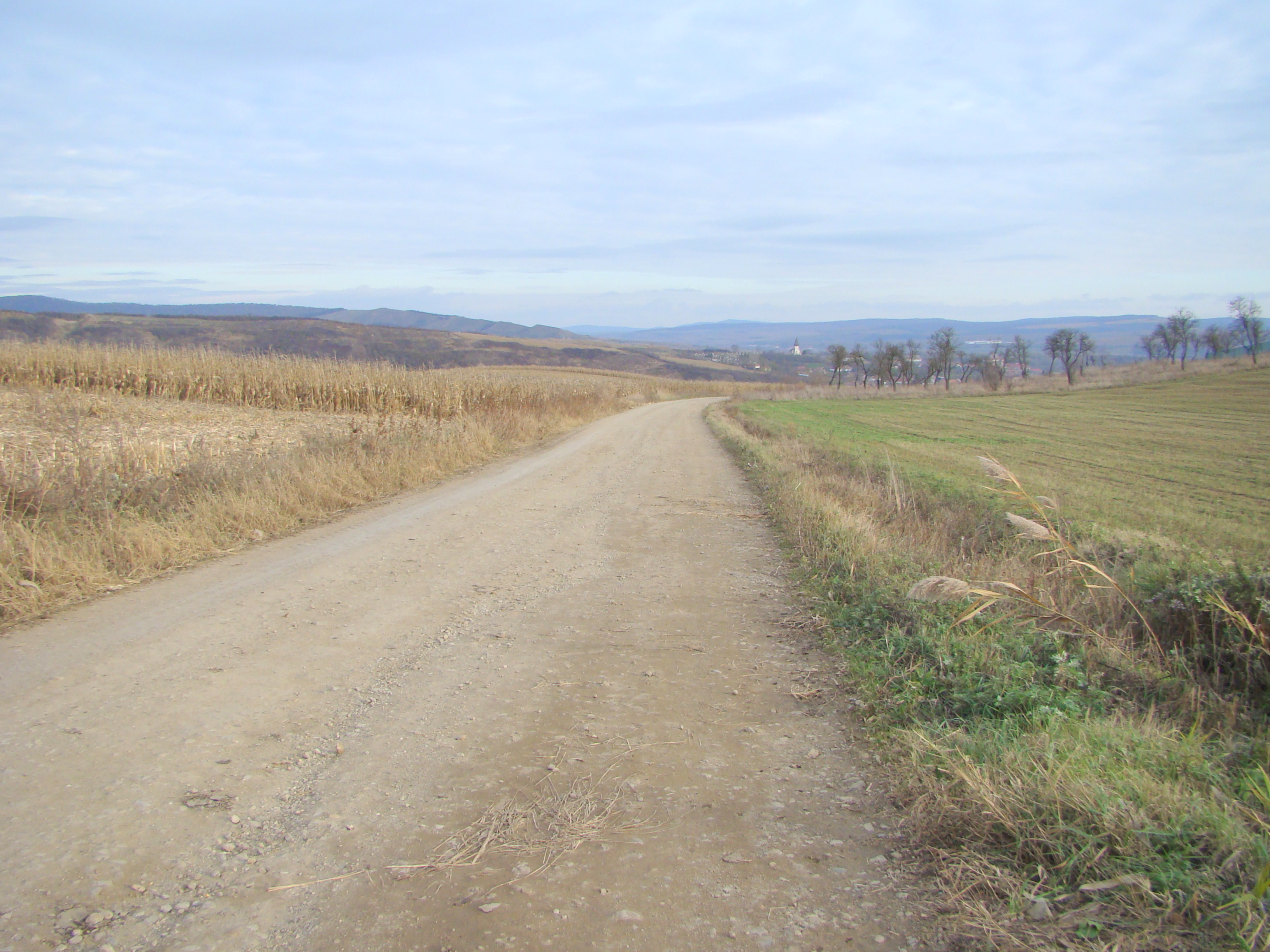
Drumul Sânmiclăuș-Alecuș
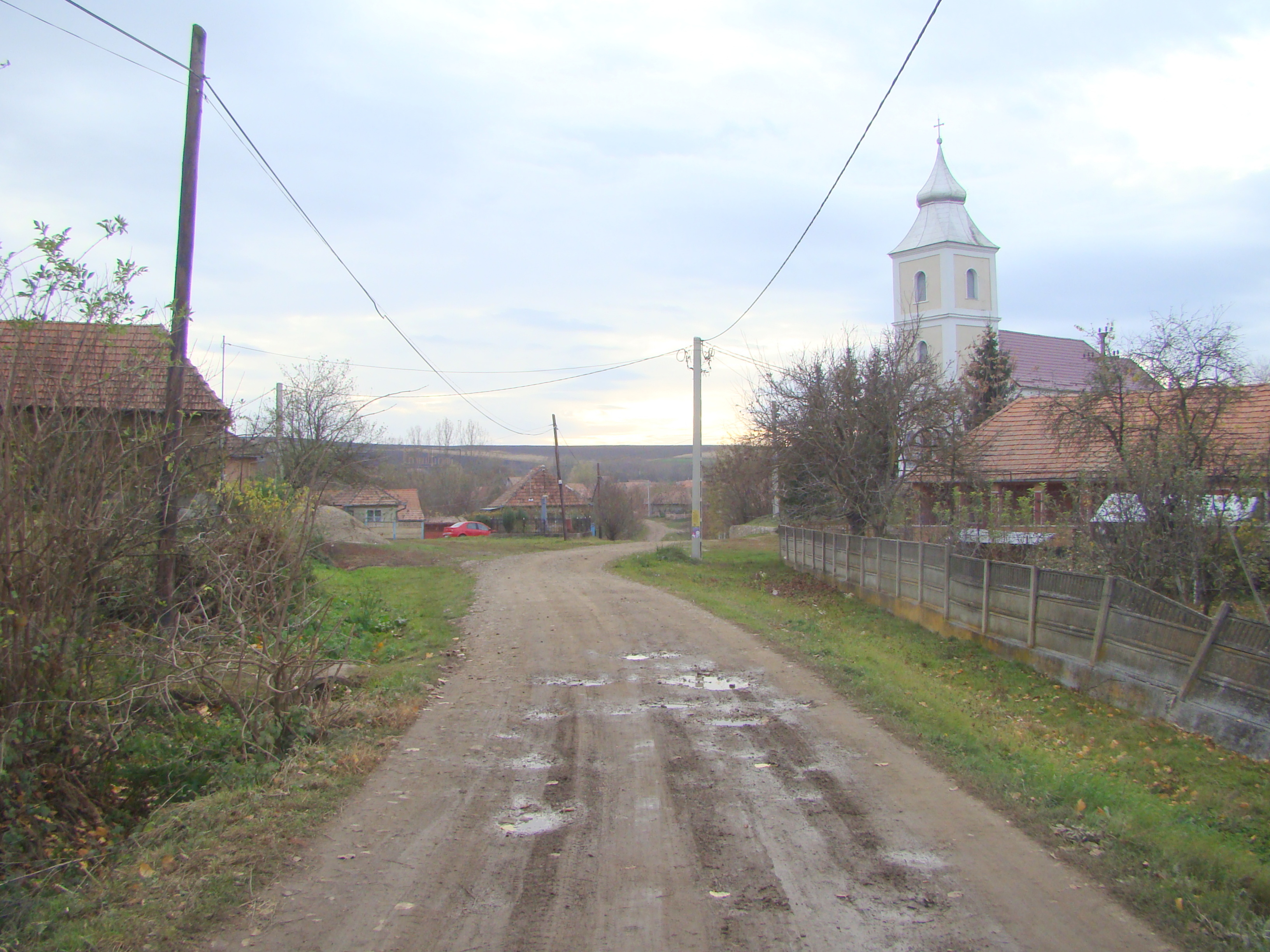
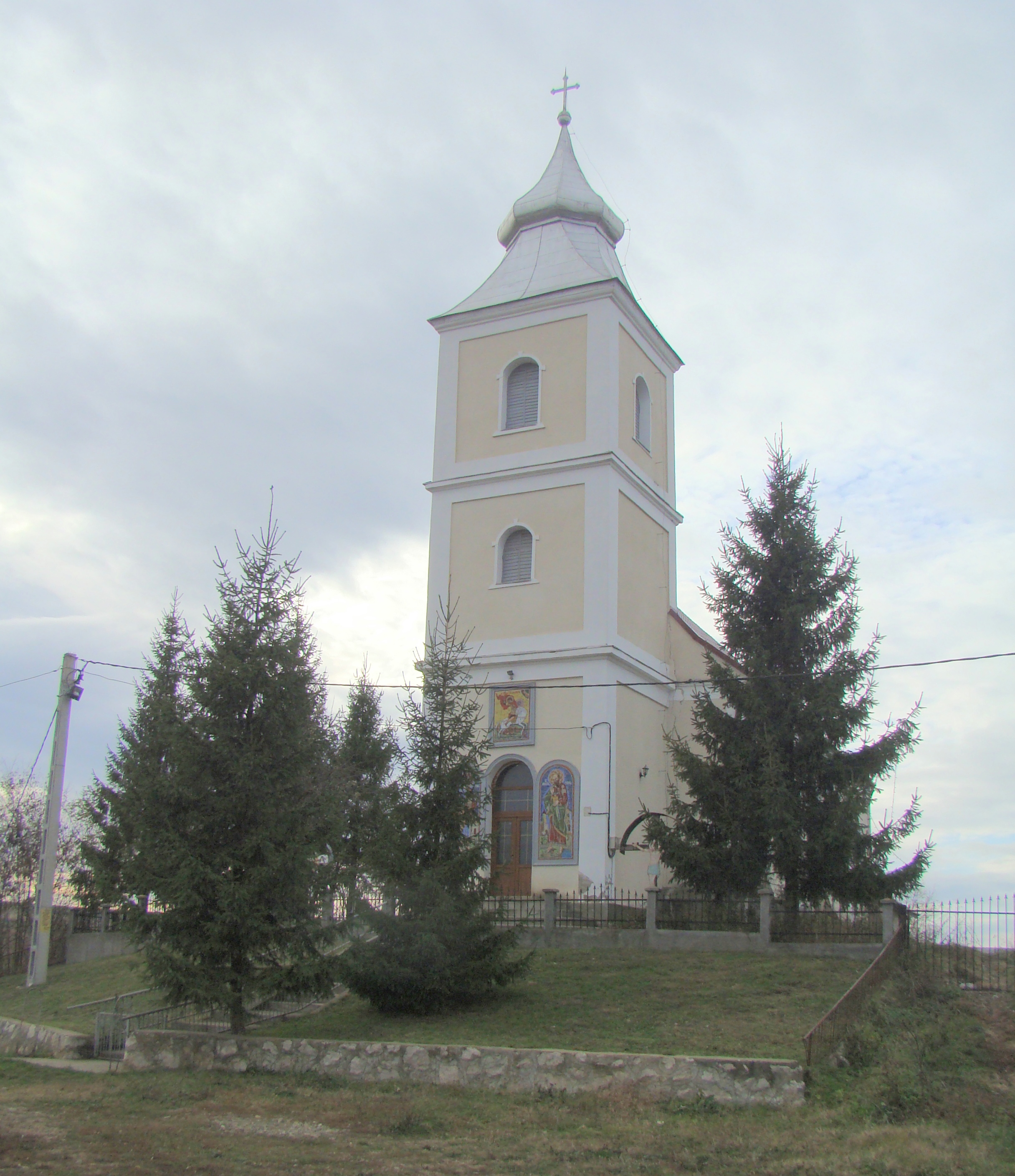
Biserica cu hramul „Sfântul Mare Mucenic Gheorghe”
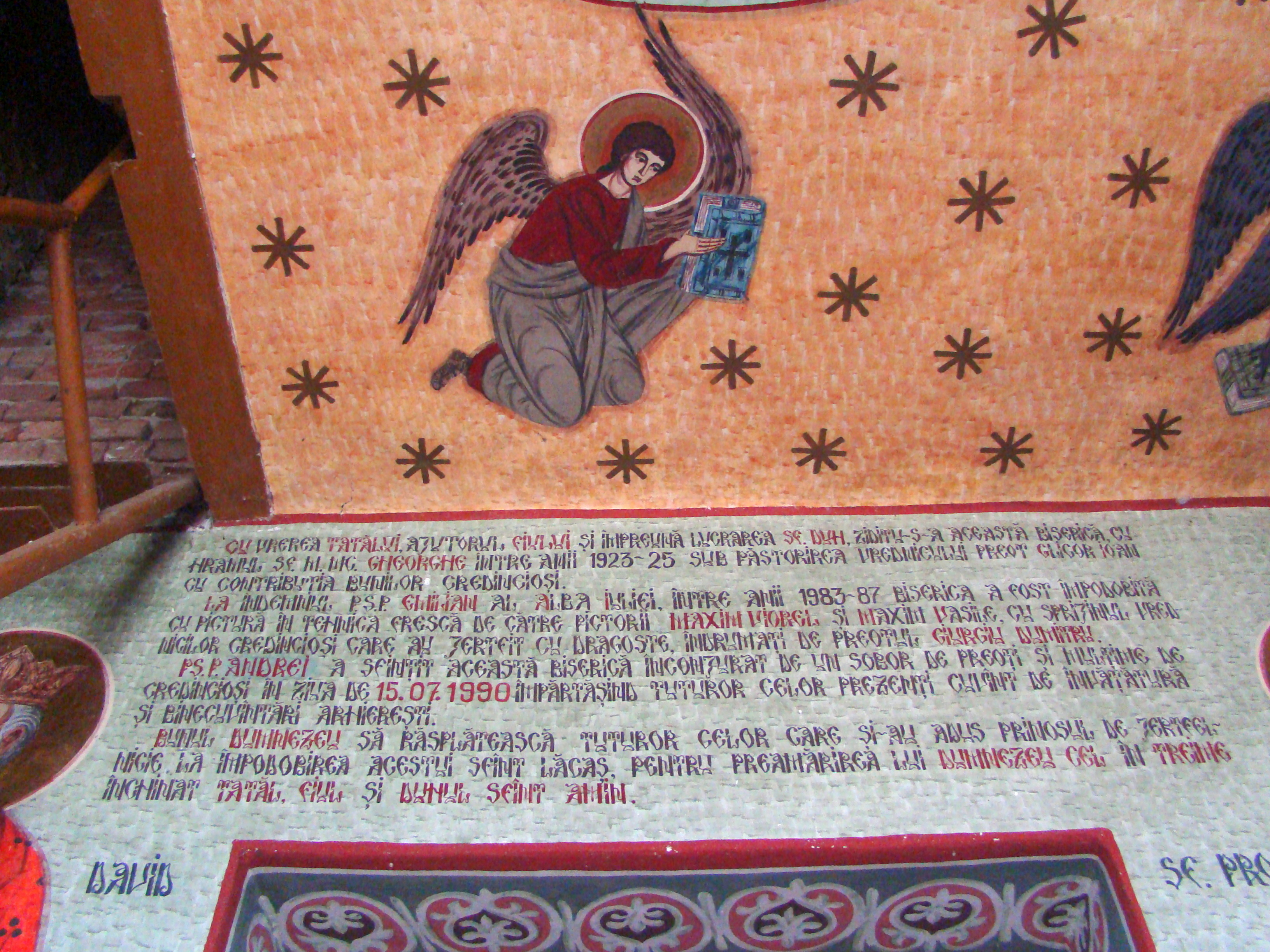
Biserica cu hramul „Sfântul Mare Mucenic Gheorghe” (pisania)
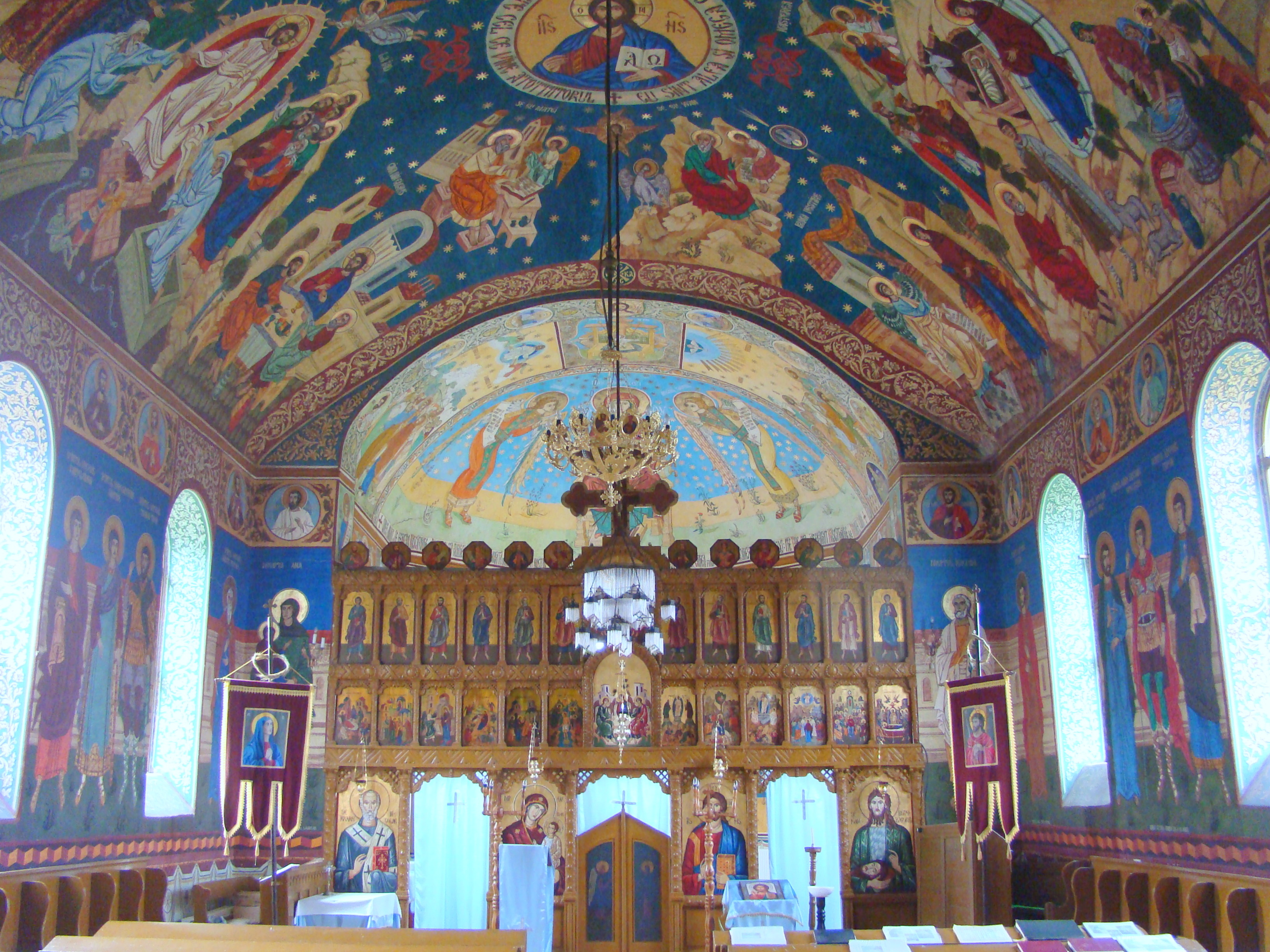
Biserica cu hramul „Sfântul Mare Mucenic Gheorghe” (nava spre iconostas)
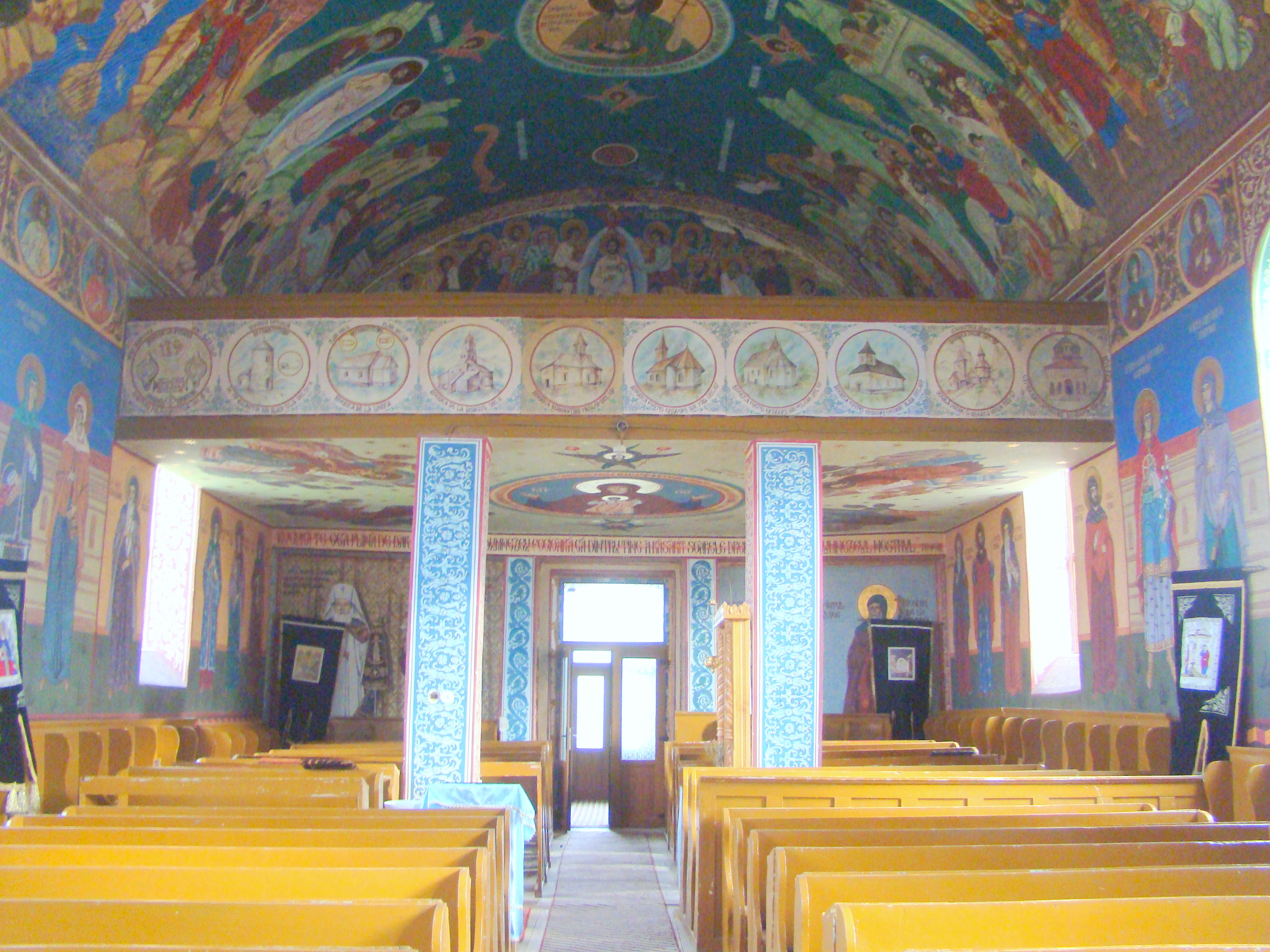
Biserica cu hramul „Sfântul Mare Mucenic Gheorghe” (nava spre ieşire)
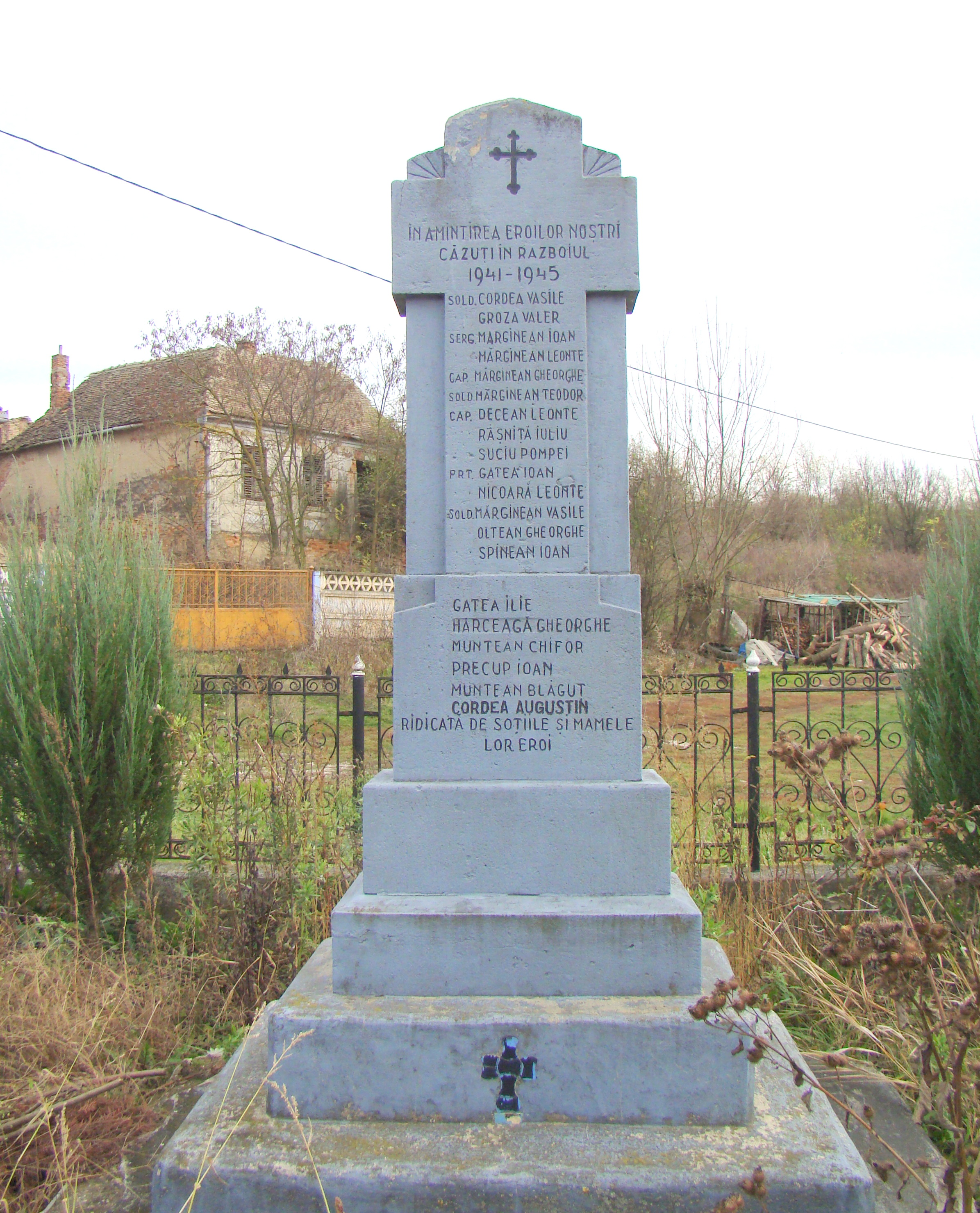
Monumentul eroilor
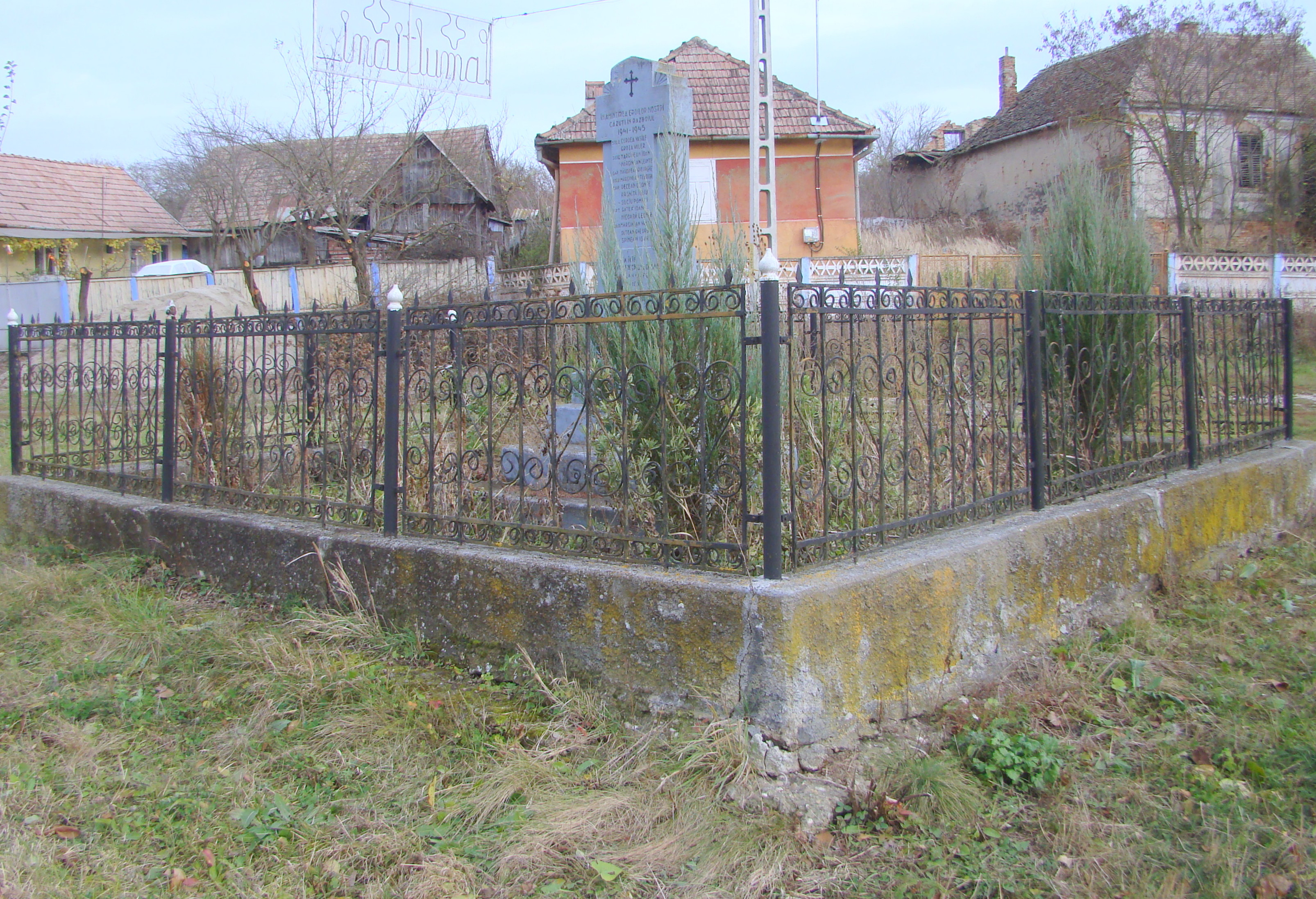
Monumentul eroilor
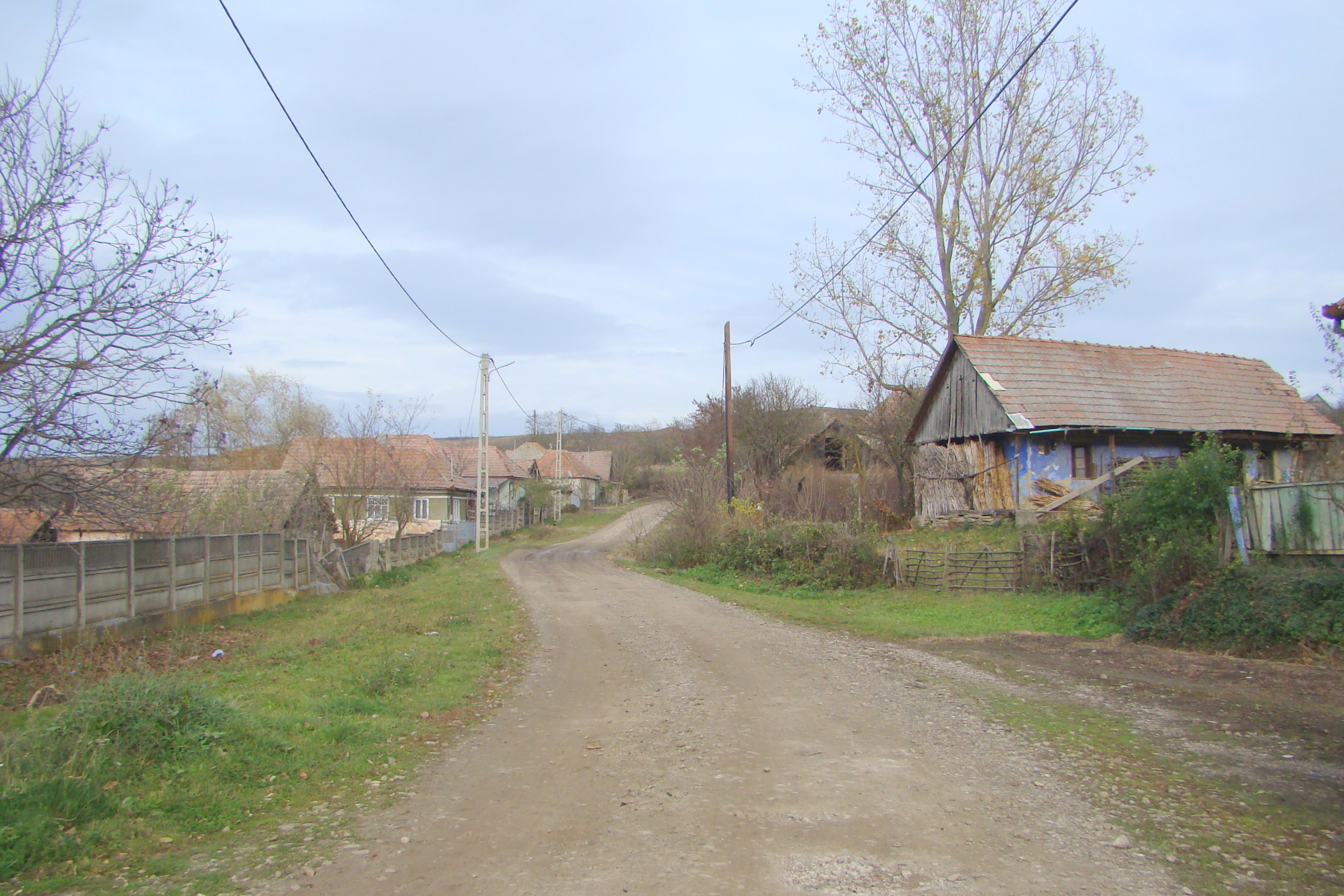
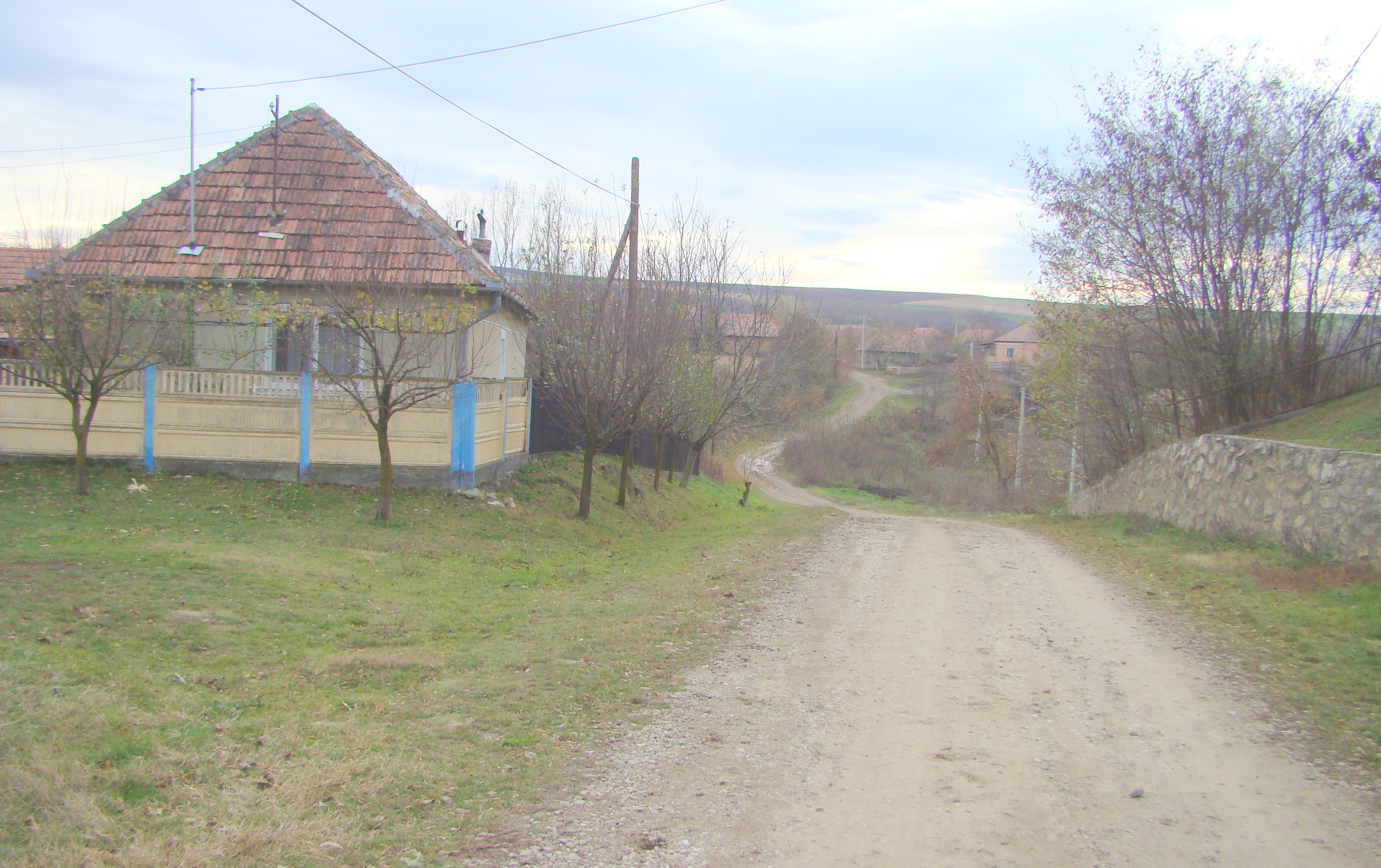